# Coll de la Lloseta
El Coll de la Lloseta és una collada dels contraforts nord-orientals del Massís del Canigó, a 1.063,7 metres d'altitud, en el terme comunal de Vernet, a la comarca del Conflent, de la Catalunya del Nord. Està situada a la zona central del terme de Vernet, al nord-oest del Bosc de la Vila, en el contrafort que des del Pic del Bosc de la Vila davalla cap al nord-oest. Hi passa el camí de muntanya que mena a la zona sud-est del terme de Vernet, anomenat Camí del Bosc de la Vila.